# Victoria Falls (stad)
Victoria Falls is een plaats in de provincie Matabeleland North, in Zimbabwe.
De plaats ligt aan de zuidwestelijke oever van de Zambezi, zo'n twee kilometer ten westen van de Victoriawatervallen, de Victoria Falls bridge en de grens met Zambia. Livingstone ligt vijf kilometer noordelijker. De plaats is omgeven door drie nationale parken,  Zambezi, Mosi-oa-Tunya en Victoria Falls.
Volgens de volkstelling van 2012 had de plaats een bevolking van 33.060. 
De Luchthaven Victoria Falls ligt zo'n vijftien kilometer zuidelijker.